# Trògids
Els trògids (Trogidae) són una família de coleòpters polífags amb unes 300 espècies descrites. La seva mida oscil·la entre 2,5 i 20 mm.
Tant les larves com els adults viuen a costa de cadàvers secs d'animals, o en nius de mamífers o aus, on aprofiten el pèl i les plomes.

## Taxonomia
La família del trògids inclou tres subfamílies, una d'elles extingida:
- - Subfamília Avitortorinae † Nikolajev, 2007
  - Subfamília Troginae MacLeay, 1819
  - Subfamília Omorginae Nikolajev, 2005